# Tiszteleti utótagok a japán nyelvben
A tiszteleti utótagok a japán nyelvben rendkívül széles körben találhatóak meg, céljuk pedig  a beszélők közötti viszony mibenlétének érzékeltetése. Ezek a tiszteleti szuffixumok a személy neve után állnak, mint például: Lucy-szan, ahol is a szan utótagot kötöttük a Lucy névhez. Ezek a tiszteleti utótagok, használatukban többnyire nemtől függetlenek, viszont a kontextusok amelyben használjuk őket merőben eltérőek lehetnek. Előfordul például olyan, ami inkább egyfajta szimpátiát vagy szeretetet fejez ki (ilyen a csan), míg mások tiszteleti jellegűek (mint a kun). Ezek használata általában párhuzamos a japán tiszteleti nyelv egyéb formáival, amilyen például a kejgo.

## Használatuk
Annak ellenére, hogy a tiszteleti szuffixumok nem részei az alapvető japán nyelvtannak,  létfontosságú részei a japán szociolingvisztikának, és megfelelő használatuk elengedhetetlen a szakszerű, helyes beszédhez. Hibás használatuk esetén, mint például magunkra hivatkozva használni őket, vagy mellőzni a használatukat, amikor az szükséges lenne, eredményezheti, hogy a beszélő partner szemében ügyetlennek, esetleg arrogánsnak tűnünk.
Helyzettől függően használhatóak a család- vagy az utónév után is. Olyan szituációban, ahol a teljes név használatos, a tiszteleti utótag mindig ahhoz a névhez kapcsolódik, amelyik legkésőbb hangzott el (az angolban például a családnév után állhatna, míg a magyarban az utónév után).
A tiszteleti utótag lényegében akkor használatos, amikor beszélgetőpartnerre vagy egy független harmadik személyre történik a hivatkozás. Elhagyása nem követelmény, inkább csak opció abban az esetben, ha az adott csoporton belül (például: család, munkahely stb.) a hierarchiában a beszélőnél rangban alacsonyabb személy a beszédpartner. Abban az esetben, ha magunkra szeretnénk hivatkozni, csak nagyon kivételes esetekben, egyébként pedig nem használjuk.
A beszédpartnerre való hivatkozásnál a tiszteleti szuffixum elhagyása nagy mértékű közvetlenséget, valamilyen mélyebb kapcsolatot jelent. Ebbe a csoportba tartoznak: a házastárs, a beszélőnél fiatalabb családtagok, szociálisan a beszélő alá rendelt személyek, és nagyon közeli barátok. Sportcsapatokon vagy iskolai osztályokon belül, ahol a tagok kora és társadalmi rangja nagyjából megegyezik, elfogadható csak a családnév használata tiszteleti utótag nélkül.
Harmadik személyre való hivatkozás esetén szükséges a tiszteleti utótag használata, kivéve ha a beszélő egy családtagjáról van szó, és a beszédpartner nem családtag. Ugyanez a helyzet áll fent abban az esetben, amikor a beszélő egy, a munkahelyén alárendelt harmadik személyről beszél egy ezen a körön kívül eső beszédpartnernek (például: vásárlónak vagy egy másik cég alkalmazottjának).
Habár a tiszteleti utótagokat kizárólag tulajdonnevek esetében használják, ezek a szuffixumok képesek a közneveket specifikálni, amikor hozzájuk csatolják őket. Példák erre az olyan szavak, mint a neko-csan, ami a neko (macska) köznevet specifikálja kifejezetten arra az egy macskára, amelyikről szó van. Mindemellett a csan tiszteleti utótag hozzárendelése kicsi, valamint aranyos jelentést is hordozhat. Ez a magyarban úgy nyilvánulhat meg, mintha macska helyett cicát mondanánk.

## Általános tiszteleti utótagok

### Szan
A szan a leghétköznapibb utótag,  szerepe jellemzően a tisztelet kifejezése, kortól függetlenül. Szinte egyetemesen hozzárendelődik a személy nevéhez, valamint formális és közvetlen kontextusban is, nemtől függetlenül megállja a helyét. Ezenkívül, mivel a szan a leggyakoribb szuffixum, az esetek túlnyomó többségében ezt használják a köznevek specifikálására, ahogy azt a következőkben látni fogjuk.
Esetenként használható munkahelyek nevével együtt, így például egy könyvesbolt-tulajdonosra lehet hivatkozni honja-szanként (könyvesbolt + szan), vagy egy hentesre nikuja-szanként (hentesüzlet + szan).
Előfordulhat, hogy a szant cégek nevével együtt használják. Például egy Kojima Denki nevű cég irodáira és boltjaira egy másik közeli vállalat hivatkozhat "Kojima Denki-szan"-ként.
Kapcsolható állatok vagy akár élettelen dolgok nevéhez is. Például egy háziállatként tartott nyulat lehet uszagi-szannak hívni, ahogy egy főzésre szánt (már nem élő) halat is hívhatnak szakana-szannak. Ez a fajta használat hivatalos beszéd esetén kerülendő, figyelembe véve, hogy kifejezetten gyerekesnek hat (mintha azt mondanánk: Nyúl úr).
Tekintve, hogy a szan leggyakoribb utótag, valamint nemtől független, ezért használható olyan személyekre, akik nem állnak közel a beszélőhöz, vagy egyáltalán nem is ismeri őket. Ugyanebből következik, hogy nem helyénvaló ezt használni közeli ismerősökön, barátokon, valamint abban az esetben, ha egyértelműen másik utótag használata szükséges.
Online, japán játékosok gyakran teszik hozzá a hármas számot egy másik játékos nevéhez a szan jelölésére (a három japánul szan).

### Szama
A szama egy, a szannál nagyobb tiszteletet kifejező utótag, a beszélőnél magasabb rangú személyekre való hivatkozásnál használatos. Ilyen személyek lehetnek vendégek, vásárlók (sporteseményeken a közvetítő ezzel hivatkozik a közönségre), vagy olyan személyek, akiket a beszélő mélyen csodál. Vannak feltevések, miszerint a szama a szan eredetszava, de erre nincs döntő bizonyíték. Istenségekre, mint például a sintó vallás kamijaira vagy a keresztények istenére Kami-szamaként hivatkoznak, ami durván annyit tesz: Tisztelt szellem-szama. Abban az esetben, ha valaki magára hivatkozva használja, a szama hatalmas arroganciát fejez ki.
Szokás szerint a postai küldeményeken, leveleken és üzleti e-mailekben a címzettre szamával hivatkoznak.
Ezen kívül megjelenik állandó, változatlan kifejezésekben, mint például az otsukare szama (köszönöm a kemény munkát).
Japán császárának kivételével az uralkodói család tagjaira való hivatkozásnál használható a szama, viszont a császár állandó titulusa a Hejka (őfelsége).

### Kun
A kunt általában idősebbek használják, nemtől függetlenül, főként ha fiatalabb férfiakra szeretnének hivatkozni (például fiú gyerekre, tizenévesre, valamint fiú barátokra). Férfiak és nők egyaránt használhatják, amikor egy olyan férfira hivatkoznak, aki közelebb áll hozzájuk, vagy hosszabb ideje ismerik. 
Habár a kunt többnyire fiúk esetében használják, ez nem kőbe vésett szabály. Például akkor is használható, amikor egy közeli barátra vagy családtagra hivatkoznak, nemtől függetlenül. Üzleti környezetben a fiatalabb női beosztottakra kunként hivatkoznak férfi feljebbvalóik. Tanárok (férfi) is hivatkozhatnak lány diákokra kunként.
A kun nemtől függően különböző jelentéssel bír. Nők esetében inkább egy tiszteleti cím, mintsem bók (amilyen például a csan). A csan és a kun gyakran bír hasonló jelentéssel. A kun általános használatban annyit tesz: kedves.

### Csan
A csan egy kicsinyítő szuffixum, amit nagy mértékben kedvelt személyekre való hivatkozás esetén használnak. Látszólag a szan egy aranyosabb verziója (Japánban az s hang felcserélése cs-re aranyosnak minősül), de nincs rá konkrét bizonyíték, tekintve, hogy a korai Japánban is használták már. Lényegében a csant használják többek között babákra, fiatal gyerekekre, serdülőkre, barátokra és nagyszülőkre. Ezen kívül használható fiatal nők, barátok, párok és aranyos állatok esetében. A csant használni egy feljebbvaló esetében lekezelő és goromba.
Habár hagyományosan a beszélő nem használ tiszteleti utótagot, amikor magára hivatkozik, egyes emberek felveszik azt a gyerekes szokást, miszerint csant használva harmadik személyben hivatkoznak magukra. Például egy Kanako nevű fiatal nő hivatkozhat magára Kanako-csanként ahelyett, hogy személyes névmást használna. Csant kizárólag azonos nemű, vagy egymást régóta ismerő személyek használhatnak egymásra. Ellenkező esetben a használata, különösen felnőttek esetén, offenzívnak hathat.

#### Tan
A tan egy kedvesebb, szeretettelibb variánsa a csannak. Lényegében azt idézi, amikor egy kisgyerek tant mond, csan helyett.

#### Bó
A bó egy másik kicsinyítő utótag, ami szeretetet fejez ki. Babák vagy kisgyerekek esetében használják, de kizárólag fiúkra.

### Szenpai és kóhai
A szenpait az iskolában, dódzsóban, sportklubban felsőbbévesekre szokták használni. Tehát az iskolában mindenki, aki az adott személynél magasabb évfolyam tanulója, az az ő szenpaia. A tanárok nem szenpaiok, az ő titulusuk a szenszei. Azok, akik az adott személlyel egy évfolyamon vagy alatta járnak, az ő kóhaiai. Üzleti környezetben a több tapasztalattal rendelkező egyén a szenpai.

### Szenszei és hakasze
A szenszei (szó szerinti fordításban: korábban született) használatos, ha tanárokra, orvosokra, ügyvédekre, politikusokra vagy más tekintélyes személyekre kell hivatkozni. Ez a megnevezés egyfajta tiszteletadás olyasvalaki felé, aki mesteri szintre jutott valamilyen művészetben, vagy tekintélyes szakmájában, mint például a korábbiakon kívül az elismert írók, zenészek, művészek, harcművészek. Japán küzdősportok esetében a szenszei titulus tipikusan a dódzsó vezetőjéé. Ahogy a szenpai, a szenszei sem csak szuffixumként használható, hanem mint önálló cím. Nagyon magas tudományos személyek esetén szenszei helyett használható titulus a hakasze (doktort jelent, de a konkrét jelentéstartalma közelebb áll a professzorhoz).

### Si
A si használata hivatalos írásokban vagy nagyon formális beszédben szokás, olyan személyekre, akik a beszélő számára ismeretlenek. Jellegzetesen használják például a híradókban. Előnyben részesítik a jogi dokumentumokban, tudományos folyóiratokban és más hivatalos iratok esetében. Ha valakire egyszer sivel hivatkoztak, akkor a továbbiakban elegendő a személy neve nélkül, csak a si használata mindaddig, amíg csak egy személyre hivatkoztak így.

## További titulusok

### Foglalkozással kapcsolatos rangok
Teljesen megszokott, hogy munkakörnyezetében az adott személy neve után a szokásos tiszteleti utótagok helyett a munkáját használjuk titulusként. Például egy Icsiro nevű sportolóra (szensű), Icsiro-san helyett hivatkozhatunk mint Icsiro-szensű, vagy egy Szuzuki nevű ácsmesterre (tórjó) Szuzuki-tórjóként.
Üzleti helyzetben megszokott, hogy az adott személyre a rangját használva hivatkoznak, különösen a vezetői pozíciókat betöltőkre, amilyenek például az osztályvezető (bucsó) vagy a vállalat igazgatója (sacsó). A beszélő saját cégén belül, vagy ha másik vállalatról van szó, hivatkozáskor a titulus+szan kombinációt használják, így az igazgató Sacsó-szan. Amikor a beszélő a saját cégéről beszél egy vásárlónak vagy egy másik vállalatnak, abban az esetben vagy csak magát a titulust használják, vagy a személy nevéhez rendelik hozzá, tehát egy Szuzuki nevű osztályvezetőre hivatkozhatnak mint Bucsó, vagy mint Szuzuki-bucsó.
Az arrogancia látszatát elkerülendő, ha a beszélő magára hivatkozik, a rangot közvetve használja. Így például egy Szuzuki nevű osztályvezető Szuzuki-bucsó helyett Bucsó-no-Szuzukiként fog bemutatkozni.

### Bűnözők és vádlottak
Gyanúsított vagy elítélt bűnözőkre korábban mindennemű titulus nélkül hivatkoztak, ma már viszont igyekeznek különbséget tenni gyanúsítottak (jógisa), alperesek (hikoku) és elítéltek (jukejsa) között annak érdekében, hogy bizonyíték nélkül ne bélyegezzenek valakit azonnal bűnösnek. Ezek a titulusok használhatóak önállóan vagy nevekhez csatoltan.

### Vállalatok
Számos különböző szó van a "mi vállalatunkra" és az "ön vállalatára". A "mi vállalatunk" kifejezhető a szerény hejsával (szegény cég), vagy a semleges dzsisával (a mi cégünk). Az "ön vállalatát" kifejezhetjük a tiszteleti kisával (nemes vállalat, írásban használják),vagy az onsával (tiszteletreméltó vállalat, beszédben használt). Ezeken kívül a semleges tósa (ez a vállalat) használható, mind a beszélő, mind a hallgató vállalatára való hivatkozás esetén. Ezeket a titulusokat mind önállóan, nevek hozzácsatolása nélkül használjuk.

### Dono/tono
A tono (ejtsd: dono) névhez csatolva, nagyjából jelentésben annyit tesz, lord, úr vagy mester, ennek ellenére nem jelent nemesi státuszt. Ez a kifejezés megfelelői az angol milord, vagy a francia monsieur, tiszteleti mértékét tekintve pedig a szama alatt helyezkedik el. Hétköznapi beszélgetésekben nem használatos, viszont üzleti levelezések bizonyos fajtáinál még előfordul, ahogy bizonyítványokon és díjakon is. 

### No kimi
A no kimi, egy újabb szuffixum, ami a japán történelemhez kapcsolódik. Az udvari urak és hölgyek megnevezésére szolgált, főleg a Heian-korban. A leghíresebb példa Hikaru Gendzsi Herceg, a Gendzsi monogatari főszereplője, akit Hikaru no Kiminek hívtak. Napjainkban többnyire olyan emberek jellemzésére használják, aki úgy viselkednek, mint egy herceg/hercegnő, de így is nagyon ritka. Főként történelmi drámákban használják.

### Ue
Az ue konkrétan azt jelenti "fölött", ezáltal nagymértékű tisztelet kifejezésére alkalmas. Habár használata ma már nem gyakori, még mindig megfigyelhető olyan szó összetételekben, mint a csicsi-ue (apa), haha-ue (anya) és az ane-ue (nővér) ha tisztelettel szeretnénk a családtagokra hivatkozni. Ha nem szükséges konkretizálni, hogy kire hivatkoznak, a név elhagyásával használható az Ue-szama megnevezés.

### Uralkodói és hivatalos titulusok
- Hejka használatos a független uralkodók esetében, hasonló a magyar "őfelségéhez". Például a Tennó Hejka azt jelenti Őfelsége a császár, amit kifejezetten a Japán császárra való hivatkozáskor szokás használni. Ezen kívül előfordulhat még a Kógó Hejka ("Őfelsége a Császárnő"), a Kokuó Hejka ("Őfelsége a Király") és a Dzsoó Hejka ("Őfelsége a Királynő"). A Hejka önmagában használható közvetlen megszólításként is.

- Denka a titulusa az uralkodói család nem független tagjainak, jelentése "magasságos vagy őnagysága". Például: Kako Naisinnó Denka ("Őnagysága, Akisino Hercegnője Kako"). A Hejkahoz hasonlóan ezt is lehet önállóan, közvetlen megszólításként is használni.

- Hidenka: a herceg házastársának titulusa, és az előbbiekhez hasonló módon szokás használni.

- Kakka: annyit tesz "Excellenciád", az állam vezetőinek titulusa (azok kivételével akiké Hejka vagy Denka), ilyenek például Japán miniszterelnöke, nagykövetek és más magas rangú hivatalos személyek. Használható önállóan vagy más hasonló titulusokhoz csatoltan.

- Dajtórjó: "elnököt" jelent, és bármilyen állam elnöke esetében lehet használni, legtöbbször névhez csatoltan fordul elő.

### Harcművészeti titulusok
A küzdősportot tanulók a tanáruk esetében többnyire a szenszei szuffixumot használják. A fiatalabb és idősebb diákok a szenpai/kóhai rendszert használják. A keleti harcművészetek esetében O-szenszeiként hivatkoznak az adott stílus már elhunyt megalapítójára.
Változó titulusokat használnak például az idősebb oktatók esetében. Az, hogy melyiket, az az egyesülettől függ.

#### Sógó
A sógón belül (titulus, név, fokozat) több küzdősporti titulus van, amit a Dai Nippon Butoku Kai, a Kokusai Budoin és az International Martial Arts Federation Europe fejlesztett ki. Az alábbi titulusokat azután kapja meg valaki, hogy megfigyelték a harcművészeti képességeit, hogy képes-e megérteni és tanítani az adott harcművészetet, és hogy legfőképp olyan karakter-e, aki példával tud szolgálni másoknak.
- Rensi: tehetséges személy vagy nagyszerű tanár. 4. dan és afelett szerezhető meg.
- Kjósi: tapasztalt tanár vagy szakértő. 6. dan és afelett szerezhető meg.
- Hansi: tanárok tanára. Több küzdősportban is előforduló titulus, néha mint "Nagy Mester" használják. 8. dan és afelett szerezhető meg.
- Mendzsin: Különleges vizsgabizottság adhatja meg.

#### Egyéb küzdősport titulusok
- Ojakata: mester, főleg a szumóedző.
- Siha: főoktató, a korábbi rangokkal ellentétben nem függ fokozattól.
- Sidóin: középfokú oktató, szintén rangtól független.
- Sisó: küzdősport oktatók egy másik titulusa.
- Zeki: szó szerint "akadályt" (pajzs) jelent, a két legmagasabb szint szumóbirkózóinak a rangja.
- Szóke: jelentése a család/ház feje vagy nagy mester, ami értelmezhető mint egy iskola vezetője vagy egy stílus mestere. Gyakran tévesztik össze ezt a titulust az alapító ranggal. Szinonímája az iemoto.

Gyakran harcművészeti titulusként használt feketeöv-szintek:
- Sodan - 1. dan
- Nidan - 2. dan
- Szandan - 3. dan
- Jodan - 4. dan
- Godan - 5. dan
- Rokudan - 6. dan
- Sicsidan - 7. dan
- Hacsidan - 8. dan
- Kudan - 9. dan
- Dzsúdan - 10. dan

## Fordítás
- Ez a szócikk részben vagy egészben  a   Japanese honorifics című angol Wikipédia-szócikk ezen változatának fordításán alapul.  Az eredeti cikk szerkesztőit annak laptörténete sorolja fel. Ez a jelzés csupán a megfogalmazás eredetét és a szerzői jogokat jelzi, nem szolgál a cikkben szereplő információk forrásmegjelöléseként.

### Külső hivatkozások
- How to use Japanese suffixes
- Stason.org